# Borbély Mihály (zenész)
Borbély Mihály (Szentendre, 1956. szeptember 28.) Kossuth-díjas és Liszt Ferenc-díjas klarinétos, szaxofonos, de tárogatón és más (népi) fúvós hangszereken is játszik. Alapító tagja a Vujicsics együttesnek, de elsősorban dzsesszmuzsikusként ismerik. Saját zenekarai a Borbély Műhely, Balkán Jazz Project és a Quartet B.

## Pályafutása
Borbély Mihály a soknemzetiségű Pomázon nőtt fel. Zenei tanulmányait a Bartók Béla Zeneművészeti Szakközépiskolában és a Liszt Ferenc Zeneművészeti Főiskolán folytatta klasszikus klarinét, illetve jazz szaxofon szakon. Pályafutása során eredeti hangszerei (klarinét, altszaxofon) mellett különleges fúvós hangszerek megszólaltatására is specializálódott (például tárogató, népi furulyák, kaval, dvojnice, fujara, okarina, bombard, zurna), továbbá szoprán- és tenorszaxofonon is játszik.
A Vujicsics együttes alapító tagja, emellett a nép- és világzene, a jazz és a kortárszene területén egyaránt tevékenykedik, különböző formációk tagjaként vagy szólistaként. Számtalan lemezfelvételen közreműködött; Európa-szerte, az USA-ban, Mexikóban és Ausztráliában. Olyan jeles előadókkal dolgozott együtt, mint az After Crying, Babos Gyula, Berki Tamás, Bíró Eszter, Budapest Jazz Orchestra, Cseh Tamás, Emil Rulez, Eötvös Péter és a Nemzeti Filharmonikusok, Herczku Ágnes, Horgas Eszter, Fekete-Kovács Kornél, Grencsó István, Horváth Kornél, Kőszegi Imre, Lantos Zoltán „Mirrorworld“,  Lukács Miklós, László Attila, Modern Art Orchestra, Oláh Kálmán, Parov Nikola, Presser Gábor, Sebestyén Márta, Sebő együttes, Szabados György, Szakcsi Lakatos Béla, Szalóki Ági, Tolcsvay László, Trio Midnight, UMZE Kamaraegyüttes, Vukán György, 180-as Csoport, Paul Bley, Steve Coleman, Trilok Gurtu, Charles Lloyd, Herbie Mann, Boban Markovic, Michel Montanaro „Vents d’Est“, Georges Moustaki, Ferus Mustafov, Arnie Somogyi „Improvokation“, Saxophone Summit (M. Brecker-D. Liebman-J. Lovano), Jiri Stivin, Zbignew Namislovsky, Rova Saxophone Quartet.
Koncertezik és felvételeket készít az általa vezetett Balkán Jazz Project, Borbély Műhely, Borbély-Dresch Quartet, Quartet B zenekarokkal, valamint Binder Károllyal duóban is. Az amerikai-magyar Eastern Boundary Quartettel két nagysikerű lemezük jelent meg.
A tanítás életének és zenefilozófiájának fontos eleme. 1979 óta aktív zenepedagógus. 1986-tól a Bartók Béla Zeneművészeti Szakiskola, 1990 óta a Liszt Ferenc Zeneművészeti Főiskola Jazz Tanszékének tanára, 1997 és 2000 között ugyanott tanszékvezető is volt. Emellett számos helyen tartott előadást, s vezetett kurzust idehaza és külföldön egyaránt (például a Birmingham Conservatoryban, a londoni Royal Academy of Musicban, a Conservatoire de Lyonban, a Lamantin Jazz Táborban, a Nemzetközi Klarinétos és Szaxofonos Táborban, a Szombathelyi Bartók Szemináriumon és a Nemzetközi Kreatív Zenepedagógiai Intézetben).

## Díjak, kitüntetések
- 1986 – Pro Urbe Szentendre
- 1988 – Karlovy Vary Jazz Fesztivál – „Legjobb szólista”
- 1998 – Neufeld Anna Emlékdíj
- 1999 – Kisebbségekért állami díj (Vujicsics együttes)
- 2000 – eMeRTon-díj (a Vujicsics egy. és a Hungarian World Music Orchestra tagjaként is)
- 2002 – Artisjus-díj
- 2004 – eMeRTon-díj „Az év jazz együttese“ Borbély Műhely
- 2005 – Borbély Mihály Quartet "Meselia Hill" – „Az év magyar jazz lemeze“ (Gramofon)
- 2005 – A Magyar Köztársasági Érdemrend lovagkeresztje
- 2005 – Pomáz Díszpolgára
- 2012 – Liszt Ferenc-díj
- 2014 – Szabó Gábor-díj
- 2014 – Kossuth-díj – megosztva a Vujicsics együttes tagjaival[1]
- 2018 – Artisjus előadóművészeti díj[2]

## Saját zenekarok
- Balkán Jazz Project
- Borbély Műhely
- Borbély–Dresch Quartet
- Binder–Borbély duó
- Quartet B